# Resolució 1522 del Consell de Seguretat de les Nacions Unides
La Resolució 1522 del Consell de Seguretat de les Nacions Unides fou adoptada per unanimitat el 15 de gener de 2004. Després de recordar totes les resolucions anteriors sobre la situació a la República Democràtica del Congo, el Consell va acollir amb satisfacció els esforços per establir la primera brigada integrada i unificada a Kisangani com a pas cap a la formació d'un exèrcit nacional.
El Consell de Seguretat va ser encoratjat per l'avanç del procés de pau congolès al país i va considerar que era essencial per l'èxit del procés de transició una reforma del sector de la seguretat, la reestructuració i la integració de les forces armades, i l'establiment d'una policia nacional a la República Democràtica del Congo. Va reafirmar la responsabilitat del Govern d'Unitat Nacional i Transició i va acollir amb beneplàcit l'establiment d'un alt comandament.
La resolució va donar la benvinguda als passos per establir una brigada integrada i unificada a Kisangani com a part d'una formació global d'un exèrcit nacional congolès. Des que el govern era vigent, les demandes de desmilitarització a Kisangani contingudes a la Resolució 1304 (2000) no s'aplicarien a forces reestructurades i integrades. Es va instar el Govern a prendre les mesures apropiades per a la reestructuració i la integració de les forces armades del país i es va demanar a la comunitat internacional que ajudés a aquest respecte.